# Jorge Soto Gómez
Jorge Antonio Soto Gómez (Lima, 27 de octubre de 1971) es un exfutbolista peruano que jugó en todas las posiciones de ataque dentro del campo, aunque destacó como centrocampista por las bandas. Fue capitán y jugador emblemático del club Sporting Cristal, en donde actuó por 14 temporadas convirtiéndose en el máximo anotador en la historia del club, como también el jugador que más partidos disputó ya que anotó 176 goles en 588 partidos con los celestes, entre torneos nacionales e internacionales.
Con la selección de fútbol del Perú disputó 101 encuentros internacionales, que lo convierten en el séptimo futbolista peruano con más presencias internacionales. En estos partidos anotó en 9 oportunidades. 
Jugó su último partido con la camiseta celeste a manera de homenaje lo hizo el 2 de febrero del 2013, siendo cambiado a los 18 minutos por Renzo Sheput. Este encuentro se dio en el Estadio Nacional en la Noche de la Raza Celeste jugando contra el club uruguayo Danubio.

## Biografía
Jorge Soto es hijo de José Vicente Soto Parra y Marina Gómez, además tiene dos hermanos que también son futbolistas: José Soto y Giancarlo Soto. Actualmente tiene 53 años y permanece en actividad futbolística jugando la Copa América de Showbol por Perú.

## Trayectoria
Se inició en las divisiones menores del Deportivo Municipal, con el que debutó en 1990 jugando como lateral por derecha. Sus buenas actuaciones lo llevaron al Sporting Cristal en 1993. Para adaptarse al sistema 3-5-2 que empleaba el equipo, Soto pasó a jugar como carrilero, posición donde tenía menos labores defensivas. Soto formó parte del gran plantel celeste que consiguió el tricampeonato los años 1994, 1995 y 1996 en el fútbol peruano.
El año 1994 su aporte fue importante para el equipo campeón denominado "La máquina celeste" por la cantidad de goles que anotó el equipo en el campeonato peruano: 113 goles en 38 partidos, siendo un lateral derecho de proyección o también denominado carrilero. El año 1995 se consagra bicampeón nacional con el equipo en un partido jugado ante Alianza Lima en el Estadio Nacional. El año 1996 fue uno de sus mejores años. El domingo 27 de octubre, bajo la conducción técnica de Sergio Markarián, se consagra tricampeón nacional con el Sporting Cristal, marcando el decisivo gol de los doce pasos, en una tarde accidentada y memorable donde celebró doblemente ya que era su cumpleaños número 25. También consiguió el subcampeonato de la Copa Libertadores 1997, donde anotó goles importantes para avanzar en todas las instancias finales ante Vélez Sarsfield, Bolívar y Racing Club respectivamente.
En 1998 obtuvo el subcampeonato del torneo local, tuvo pasos fugaces por el Club Atlético Lanús en los últimos cinco meses de 1999 y a inicios del 2000 llegó al Flamengo, regresando a los dos meses al Sporting Cristal ya que los directivos del cuadro brasileño no le permitían jugar por la Selección Peruana. Jugó parte del Apertura y del Clausura y a fin de ese año obtuvo el subcampeonato del torneo local.
Jugó todo el año 2001 en el cuadro rimense hasta abril del 2002, donde fue separado por el profesor Paulo Autuori junto a otros cuatro jugadores, sin embargo regresó a mitad de año con nuevos aires y se convirtió en capitán y figura del equipo, donde consiguió su cuarto título nacional. En junio del 2003 Soto se consagra campeón del torneo Apertura y en agosto de ese año volvió a emigrar, jugando en el equipo mexicano San Luis FC de San Luis Potosí doce encuentros. Soto regresó a Sporting Cristal en el 2004, juega una gran Copa Libertadores de América 2004, donde anota el mejor gol en el torneo ante Rosario Central, el cuadro rimense logra pasar a la segunda ronda copa luego de siete años. A finales de ese año 2004 gana el torneo Clausura y logra el subcampeonato nacional.
El año 2005 obtiene el campeonato nacional en las "Bodas de Oro" del club, nuevamente como capitán y figura. Este año Soto fue elegido mejor jugador del torneo, además de alcanzar la cifra de goleador histórico del club celeste. El "Camello" superó también la marca de los 500 partidos en la Primera División del Perú en el 2007 y fue el jugador del Sporting Cristal con más partidos disputados en su historia. El fin de su era en el club donde marcó tanta historia no fue de la mejor manera: separado por polémica decisión del comando técnico acusado de bajo rendimiento.
El año 2008 Jorge Soto tuvo un paso corto en Alianza Lima, a pedido de su hermano José Soto, quien era entrenador del club. Esta decisión trajo algo de polémica entre las hinchadas de ambos equipos, aunque comprendida por las circunstancias de su llegada. Permaneció allí por cuatro meses y luego fichó por el FBC Melgar de Arequipa, club donde finalmente pasaría al retiro.
Luego de su retiro se preparó como técnico, hizo sus prácticas en el Club Atlético Lanús donde había militado el segundo semestre de 1999; asimismo se unió al rubro gastronómico con una Franquicia e inauguró la cevichería "El Verídico de Fidel" con sede en el distrito limeño de Miraflores.

## Comando Técnico
Luego de su retiro se preparó como técnico, el año 2012 fue parte del Comando Técnico de Roberto Arrelucea en el Deportivo Coopsol asimismo lo hicieron juntos el año 2015. En el año 2017 fue parte del Comando Técnico del Sporting Cristal dirigido por José Guillermo del Solar, a la salida de este fue asistente de Manuel Barreto en las Reservas y en el primer equipo el año 2019 y parte del 2020, continuó con la llegada de Roberto Mosquera donde obtuvieron el título nacional.

## Marcas y récords con laceleste
Jorge Soto fue en muchas temporadas capitán y jugador emblemático del Sporting Cristal, hasta el momento es el jugador con mayor número de partidos jugados y goles anotados en el equipo rimense, Soto registra 480 partidos jugados en torneos locales de la primera división con la celeste del Rimac, anotando un total de 154 goles, asimismo en torneos internacionales con la celeste registra 100 partidos jugados anotando un total de 22 goles: 15 goles por Copa Libertadores de América y 7 goles por Copa Merconorte. 
Por tanto Jorge Soto en 580 partidos jugados anotó 176 goles en Sporting Cristal que lo convierte en goleador histórico del club bajopontino. Le siguen en este récord de goleador histórico del Sporting Cristal, tanto en torneos locales y torneos internacionales, seguido por el recordado jugador rimense y también seleccionado peruano Alberto Gallardo con 148 goles, el argentino-peruano Luis Alberto Bonnet con 139 goles, y el brasileño-peruano Julio César de Andrade Moura 'Julinho' con 138 goles. 
Con los 15 goles anotados en la Copa Libertadores de América, también lo hace el máximo goleador del club cervecero en este tradicional y prestigioso torneo continental junto al delantero brasileño-peruano Julio César de Andrade Moura 'Julinho'.

## Selección Peruana
Jorge Soto jugó en la Selección del Perú desde el año 1993 donde jugó las eliminatorias para el Copa Mundial de 1994 y la Copa América 1993 que se jugó en Ecuador. Previamente había jugado en la selección Sub-23 que jugó en Paraguay, durante enero de 1992 el torneo preolímpico clasificatorio para los Juegos Olímpicos de 1992 que se disputaron en Barcelona.
Jorge Soto disputó 101 partidos internacionales con la Selección, en los cuales anotó 9 goles.

### Participaciones en Copas Américas
| Copa              | Sede     | Resultado        | Partidos | Goles | Prom. |
| ----------------- | -------- | ---------------- | -------- | ----- | ----- |
| Copa América 1995 | Uruguay  | Primera fase     | 2        | 0     | 0.00  |
| Copa América 1999 | Paraguay | Cuartos de final | 4        | 1     | 0.25  |
| Copa América 2001 | Colombia | Cuartos de final | 4        | 0     | 0.00  |
| Copa América 2004 | Perú     | Cuartos de final | 4        | 0     | 0.00  |

## Estadísticas

### Clubes
| Club                                                                                            | Temporada     | Liga  | Liga  | Internacional (1) | Internacional (1) | Total (2) | Total (2) | Promedio |
| Club                                                                                            | Temporada     | Part. | Goles | Part.             | Goles             | Part.     | Goles     | Promedio |
| ----------------------------------------------------------------------------------------------- | ------------- | ----- | ----- | ----------------- | ----------------- | --------- | --------- | -------- |
| Deportivo Municipal Perú                                                                        |               |       |       |                   |                   |           |           |          |
| 1990                                                                                            | 3             | 1     | -     | -                 | 3                 | 1         | 0.33      |          |
| 1991                                                                                            | 15            | 1     | -     | -                 | 15                | 1         | 0.07      |          |
| 1992                                                                                            | 25            | 5     | -     | -                 | 25                | 5         | 0.20      |          |
| Total club                                                                                      | 43            | 7     | 0     | 0                 | 43                | 7         | 0.14      |          |
| Sporting Cristal Perú                                                                           |               |       |       |                   |                   |           |           |          |
| 1993                                                                                            | 30            | 6     | 10    | 1                 | 40                | 7         | 0.18      |          |
| 1994                                                                                            | 36            | 9     | 4     | 0                 | 40                | 9         | 0.23      |          |
| 1995                                                                                            | 39            | 8     | 10    | 2                 | 49                | 10        | 0.20      |          |
| 1996                                                                                            | 26            | 5     | 7     | 0                 | 33                | 5         | 0.15      |          |
| 1997                                                                                            | 27            | 11    | 13    | 3                 | 40                | 14        | 0.35      |          |
| 1998                                                                                            | 41            | 16    | 10    | 2                 | 51                | 18        | 0.35      |          |
| 1999                                                                                            | 16            | 7     | 6     | 0                 | 22                | 7         | 0.32      |          |
| Total club                                                                                      | 215           | 62    | 60    | 8                 | 275               | 70        | 0.25      |          |
| Lanús Argentina                                                                                 |               |       |       |                   |                   |           |           |          |
| 1999                                                                                            | 15            | 3     | -     | -                 | 15                | 3         | 0.20      |          |
| Total club                                                                                      | 15            | 3     | 0     | 0                 | 15                | 3         | 0.20      |          |
| Flamengo Brasil                                                                                 |               |       |       |                   |                   |           |           |          |
| 2000                                                                                            | -             | -     | -     | -                 | -                 | -         | -         |          |
| Total club                                                                                      | 0             | 0     | 0     | 0                 | 0                 | 0         | 0.00      |          |
| Sporting Cristal Perú                                                                           |               |       |       |                   |                   |           |           |          |
| 2000                                                                                            | 30            | 11    | 8     | 5                 | 38                | 16        | 0.42      |          |
| 2001                                                                                            | 43            | 18    | 10    | 1                 | 53                | 19        | 0.36      |          |
| 2002                                                                                            | 29            | 13    | 4     | 0                 | 33                | 13        | 0.39      |          |
| 2003                                                                                            | 21            | 13    | 6     | 1                 | 27                | 14        | 0.52      |          |
| Total club                                                                                      | 123           | 55    | 28    | 7                 | 151               | 62        | 0.41      |          |
| San Luis México                                                                                 |               |       |       |                   |                   |           |           |          |
| 2003                                                                                            | 12            | 0     | -     | -                 | 12                | 0         | 0.00      |          |
| Total club                                                                                      | 12            | 0     | 0     | 0                 | 12                | 0         | 0.00      |          |
| Sporting Cristal Perú                                                                           |               |       |       |                   |                   |           |           |          |
| 2004                                                                                            | 34            | 12    | 7     | 3                 | 41                | 15        | 0.37      |          |
| 2005                                                                                            | 41            | 12    | 5     | 0                 | 46                | 12        | 0.26      |          |
| 2006                                                                                            | 38            | 11    | 5     | 4                 | 43                | 15        | 0.35      |          |
| 2007                                                                                            | 19            | 2     | 1     | 0                 | 20                | 2         | 0.10      |          |
| Total club                                                                                      | 132           | 37    | 18    | 7                 | 150               | 44        | 0.29      |          |
| Alianza Lima Perú                                                                               |               |       |       |                   |                   |           |           |          |
| 2008                                                                                            | 8             | 0     | -     | -                 | 8                 | 0         | 0.00      |          |
| Total club                                                                                      | 8             | 0     | 0     | 0                 | 8                 | 0         | 0.00      |          |
| FBC Melgar Perú                                                                                 |               |       |       |                   |                   |           |           |          |
| 2008                                                                                            | 16            | 2     | -     | -                 | 16                | 2         | 0.13      |          |
| Total club                                                                                      | 16            | 2     | 0     | 0                 | 16                | 2         | 0.13      |          |
| Total carrera                                                                                   | Total carrera | 563   | 166   | 106               | 22                | 669       | 188       | 0.28     |
| (1) Incluye datos de la Copa CONMEBOL Libertadores. (2) No incluye goles en partidos amistosos. |               |       |       |                   |                   |           |           |          |

### Resumen estadístico
| Competición           | Encuentros | Goles | Promedio |
| --------------------- | ---------- | ----- | -------- |
| Primera División      | 563        | 165   | 0,29     |
| Copas internacionales | 106        | 22    | 0,21     |
| Selección Peruana     | 101        | 9     | 0,09     |
| TOTAL                 | 770        | 196   | 0,25     |

## Palmarés

### Torneos cortos
| Título          | Club             | País | Año  |
| --------------- | ---------------- | ---- | ---- |
| Torneo Apertura | Sporting Cristal | Perú | 1994 |
| Torneo Clausura | Sporting Cristal | Perú | 1998 |
| Torneo Clausura | Sporting Cristal | Perú | 2002 |
| Torneo Apertura | Sporting Cristal | Perú | 2003 |
| Torneo Clausura | Sporting Cristal | Perú | 2004 |
| Torneo Clausura | Sporting Cristal | Perú | 2005 |

### Campeonatos nacionales
| Título                    | Club             | País | Año  |
| ------------------------- | ---------------- | ---- | ---- |
| Primera División del Perú | Sporting Cristal | Perú | 1994 |
| Primera División del Perú | Sporting Cristal | Perú | 1995 |
| Primera División del Perú | Sporting Cristal | Perú | 1996 |
| Primera División del Perú | Sporting Cristal | Perú | 2002 |
| Primera División del Perú | Sporting Cristal | Perú | 2005 |

### Distinciones individuales
| Distinción                                                                              | Año  |
| --------------------------------------------------------------------------------------- | ---- |
| Futbolista del año en Perú                                                              | 2002 |
| Máximo goleador de la historia de Sporting Cristal en Torneos internacionales           | 2004 |
| Mejor gol de la Copa Libertadores 2004                                                  | 2004 |
| Incluido en el Club de los Cien de la FIFA                                              | 2004 |
| Máximo goleador de la historia de Sporting Cristal                                      | 2005 |
| Futbolista del año en Perú                                                              | 2005 |
| Futbolista con más encuentros disputados en la historia de Sporting Cristal             | 2007 |
| Futbolista peruano con más encuentros disputados en la historia de la Copa Libertadores | 2020 |